# Сандомежки окръг
Сандомежки окръг (на полски: Powiat sandomierski) е окръг в Югоизточна Полша, Швентокшиско войводство. Заема площ от 675,89 км2. Административен център е град Сандомеж.

## География
Окръгът се намира в историческия регион Малополша. Разположен е в източната част на войводството.

## Население
Населението на окръга възлиза на 80 891 души (2012 г.). Гъстотата е 120 души/км2.

## Административно деление
Административно окръгът е разделен на 9 общини.
Градска община:
- Сандомеж

Градско-селски общини:
- Община Копшивница
- Община Завихост

Селски общини:
- Община Двикози
- Община Климонтов
- Община Лоньов
- Община Образов
- Общиа Самбожец
- Община Вилчице

## Фотогалерия
- Завихост
- Копшивница
- Сандомеж